# Сокольнический кружок лыжников
Сокольнический кружок лыжников — футбольный клуб, основан в 1910 году. Выступал в Кубке Фульда, Кубке «КФС-Коломяги». В 1923 году был расформирован в связи с реорганизацией спорта в СССР.
Был образован на Сокольничьей станции в результате раскола ОЛЛС. Устав организации был утверждён 22 ноября 1910 года. Председателем правления стал Михаил Семёнович Дубинин, купец, спортсмен и организатор, зампредом — Александр Иванович Булычёв. Первым мероприятием кружка стал лыжный переход из Москвы в Санкт-Петербург в январе 2011 года. Он длился 12 дней и 6 часов при ветре и температуре ниже 20 градусов.
В 1911 году в составе организации был 131 действительный член, 49 — членов-посетителей, 74 — сезонных посетителя. Футбольная секция насчитывала 32 человека.

## Названия
- 1910—1923 год — СКЛ («Сокольнический кружок лыжников»)[2]

## Достижения
- Московская футбольная лига / Кубок «КФС-Коломяги»
- Чемпион (1): 1917
- Вице-чемпион (1): 1916
- Бронзовый призёр (1): 1915

- Переходный Турнир Московской Футбольной Лиги между классами "А" и "Б"
- Победитель (1): 1919

## Известные игроки
- Николай Бункин
- Виктор Григорьев
- Николай Евстафьев
- Павел Золкин
- Михаил Козлов
- Александр Немухин
- Пётр Попов
- Борис Попович
- Владимир Ратов
- Михаил Ратов
- Владимир Савин
- Фёдор Селин
- Аркадий Тяпкин
- Павел Халкиопов